# إيغور كيم
إيغور كيم (بالروسية: Ким, Игорь Владимирович)‏ هو شخصية أعمال روسي، ولد في 12 يناير 1966 في Ushtobe ‏ في كازاخستان.